# Корин, Алексей Михайлович
Алексе́й Миха́йлович Ко́рин (4 [16] марта 1865, Палех, Владимирская губерния — 13 февраля 1923, Марино, Московская губерния) — русский живописец, член Товарищества передвижных художественных выставок, профессор Московского Училища живописи, ваяния и зодчества.

## Биография
Родился в семье палехских крестьян-иконописцев. Дед Николай Илларионович Корин владел мастерской иконописи и был известным мастером палехской миниатюры. Отец художника не поощрял занятий сына живописью. Поначалу Алексей Корин брал уроки у своего дяди, Д. Н. Корина, отца известных впоследствии живописцев Михаила, Александра и Павла Кориных.
В 1875—1876 годах проходил обучение в школе при иконописных мастерских Троице-Сергиевой лавры (Сергиев Посад).
В 1876—1877 вопреки воле отца обучался в Москве в иконописной мастерской В. В. Шокорева.
В 1884 году поступил в Московское училище живописи, ваяния и зодчества, которое окончил в 1889 году. Его учителями были известные педагоги: братья Сорокины, Василий Перов, Илларион Прянишников, Владимир Маковский и Василий Поленов
В 1889 за картину «После обедни» Алексей Корин был награждён большой серебряной медалью и получил звание классного художника. В этом же году с группой художников, среди которых был и Левитан И. И., выезжал на пленэр на Волгу, в город Плёс. В последующие годы часто жил и работал в Плёсе, многократно увековечивая его в своих произведениях.
С 1885 года принимал участие в выставках художественного кружка «Среда» Московского общества любителей художеств. В 1890 году удостоен второй премии МОЛХ, в 1891 и 1892 годах — первых премий за портреты.
В 1891 году впервые участвовал в выставке художников-передвижников. В 1892 году была написана картина «Больной художник», получившая высокую оценку таких мастеров как Репин И. Е. и Стасов В. В. В 1892 Третьяков П. М. приобретает для своей коллекции картину «Больной художник». С 1895 года являлся членом ТПХВ, занимался организацией выставок Товарищества в Москве (1900 и 1902).
С 1900 жил в Москве, летние месяцы проводил в деревне Марьино под Клином в Тверской губернии. В 1894—1917 годах преподавал в МУЖВЗ, в начале 1900-х — в Центральном Строгановском училище технического рисования. Участвовал в организации художественного отдела Тобольского музея (1900), Вятского художественно-исторического музея (1910).
В 1911—1912 выполнил роспись собора — памятника Александру Невскому в Софии, реставрировал иконопись и фрески Троице-Сергиевой лавры. В 1911 экспонировал свои произведения на Всемирной выставке в Риме.
Персонажи бытовых картин художника — реальные люди из его окружения. Это дед Корина Николай Илларионович в картине «За чайком», теща Александра Флегонтовна Аммосова (урожденная Воскресенская, сестра архитекторов С. Ф. Воскресенского и Ф. Ф. Воскресенского) в картине «Опять провалился»; близкие и знакомые художнику люди изображены на картинах «Перед уходом в гимназию», «У открытого окна» и многих других.
После Октябрьской революции 1917 года окончательно поселился в деревне Марьино, где у него была своя мастерская. Участвовал во 2-й Государственной выставке картин 1918—1919 в Москве и 3-й Государственной выставке картин в Рязани.
После тяжёлой болезни, в 1923 году скончался в деревне Марьино, где и похоронен.
Произведения художника находятся во многих музейных собраниях, в том числе в Государственной Третьяковской галерее, Государственном Русском музее, Плёсском музее-заповеднике и других.

## Звания, награды, премии
Звания
- коллежский советник

1892 — «определен правительственным Сенатом и утвержден в звании личного почетного гражданина (дворянин) за № 1616»
Награды
- 1901 — удостоен «за службу» знаком Ордена Св. Станислава 3-й степени;
- 1909 — награждён знаком Ордена Св. Анны 3-й степени

Премии
- 1890 — вторая премия МОЛХ;
- 1891 и 1892 — первые премии МОЛХ

## Выставки
.

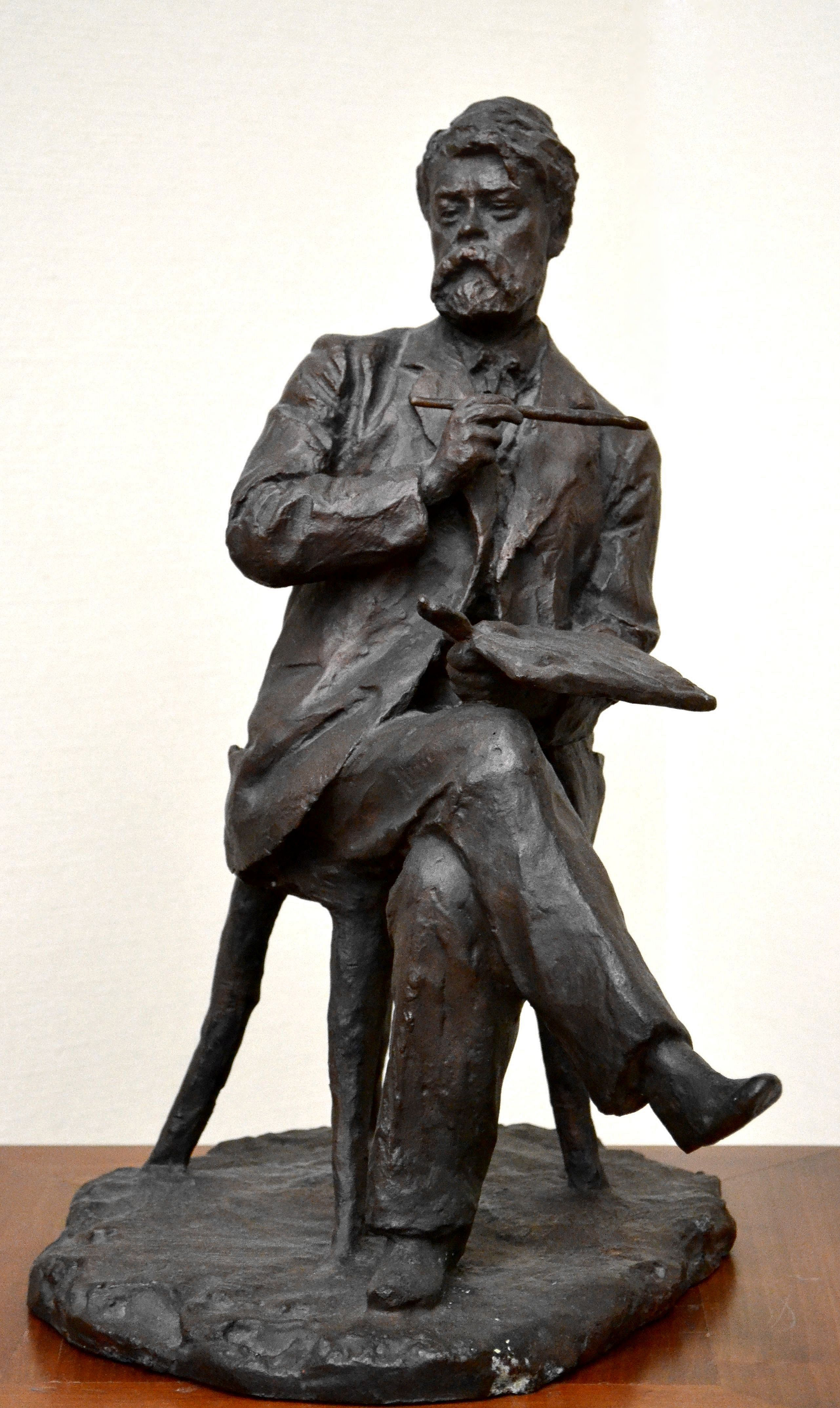
С. М. Волнухин. Портрет А. М. Корина, 1902. Бронза. Государственная Третьяковская галерея

- 1891-1900, 1902-1908,1910,1912-1914, 1916-1917, 1922— выставки Товарищества передвижных художественных выставок.
- 1900 — Всемирная выставка в Париже.
- 1903 и 1913 — I и II выставки этюдов, эскизов, рисунков.
- 1911 — Всемирная выставка в Риме.
- 1918 — 2-я Государственная выставка картин в Москве.
- 1919 — 3-я государственная выставка картин в Рязани.
- 1923 — Мемориальная выставка произведений А. М. Корина в Москве.
- 1936 — Ретроспективная выставка творчества А. М. Корина в Палехе.
- 1936 — Ретроспективная выставка творчества А. М. Корина в Москве.
- 1981 — Ретроспективная выставка творчества А. М. Корина в Москве.

## Работы
- «Портрет художника Бакшеева В. Н.», 1888
- «Пейзаж с церквушкой. Плёс», 1890-е
- «Ранняя весна», 1890-е
- Портрет Н. С. Аммосова, 1890-е
- «Меценат» (Портрет Н. В. Медынцева)
- «Опять провалился», 1891
- «Больной художник»,1892 ГТГ
- «В отсутствии жены», 1893
- «Пастушки», 1894. Донецкий областной художественный музей
- «Любитель», 1897. Государственный Русский музей
- «Бурлаки», 1897
- «С. С. Корина за глажением. Плёс», 1898
- «За книгой», 1900
- «Сарай», 1900-е
- «За чайком», 1912
- «Окно», 1912. Донецкий областной художественный музей
- «Автопортрет», 1915. Третьяковская галерея

## Галерея

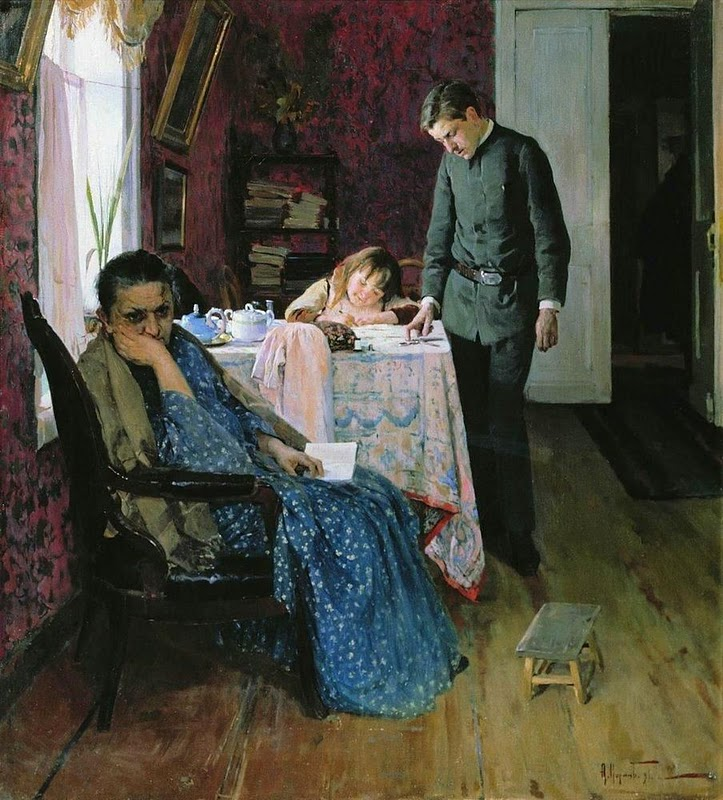
«Опять провалился», 1891. Холст, масло.
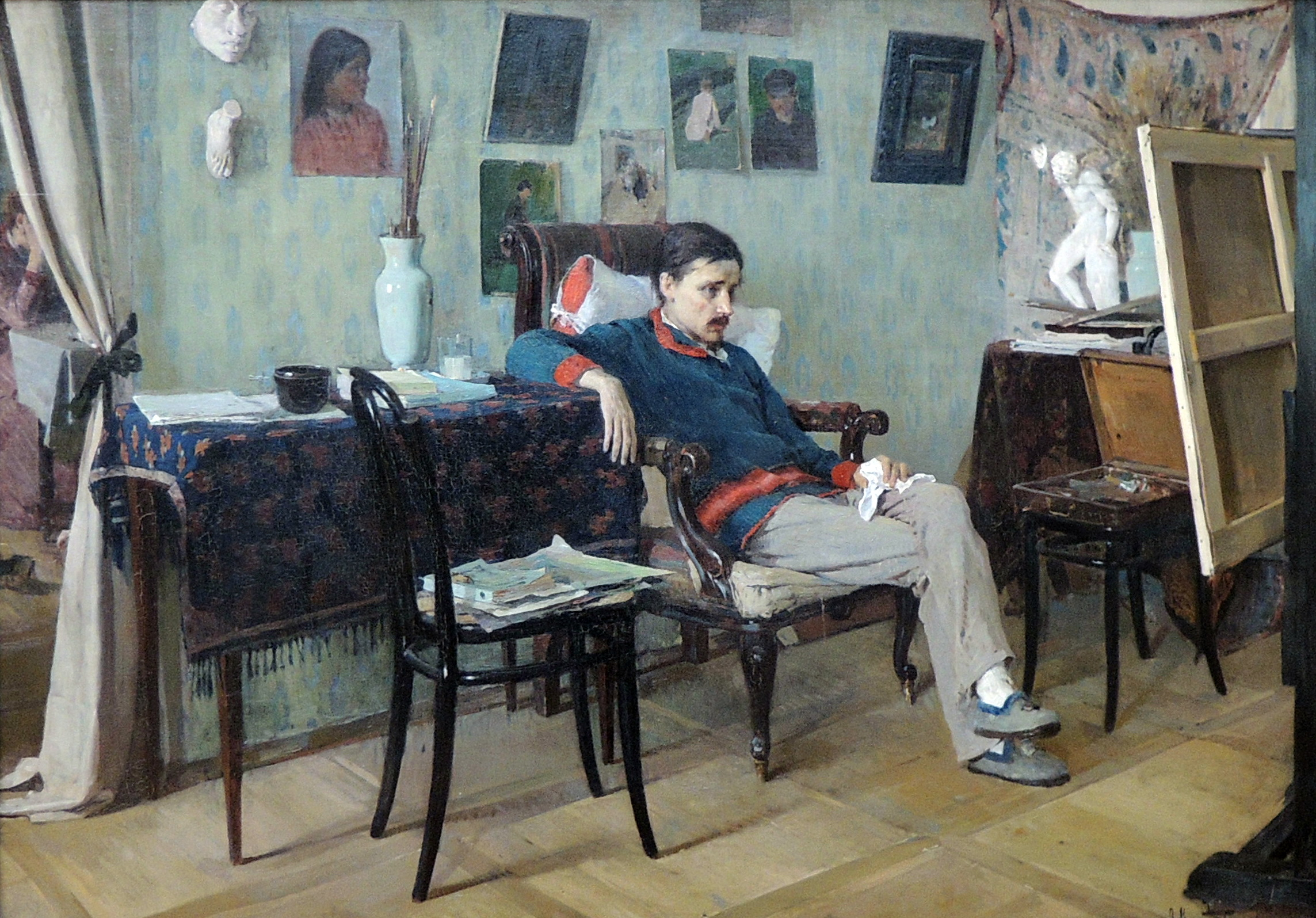
«Больной художник», 1892. Холст, масло, 78,2 x 109. Государственная Третьяковская галерея
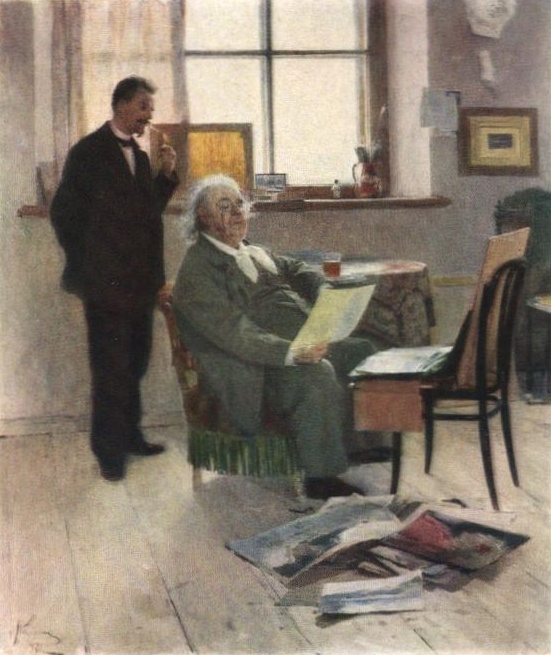
«Любитель», 1897. Холст, масло. Государственный Русский музей
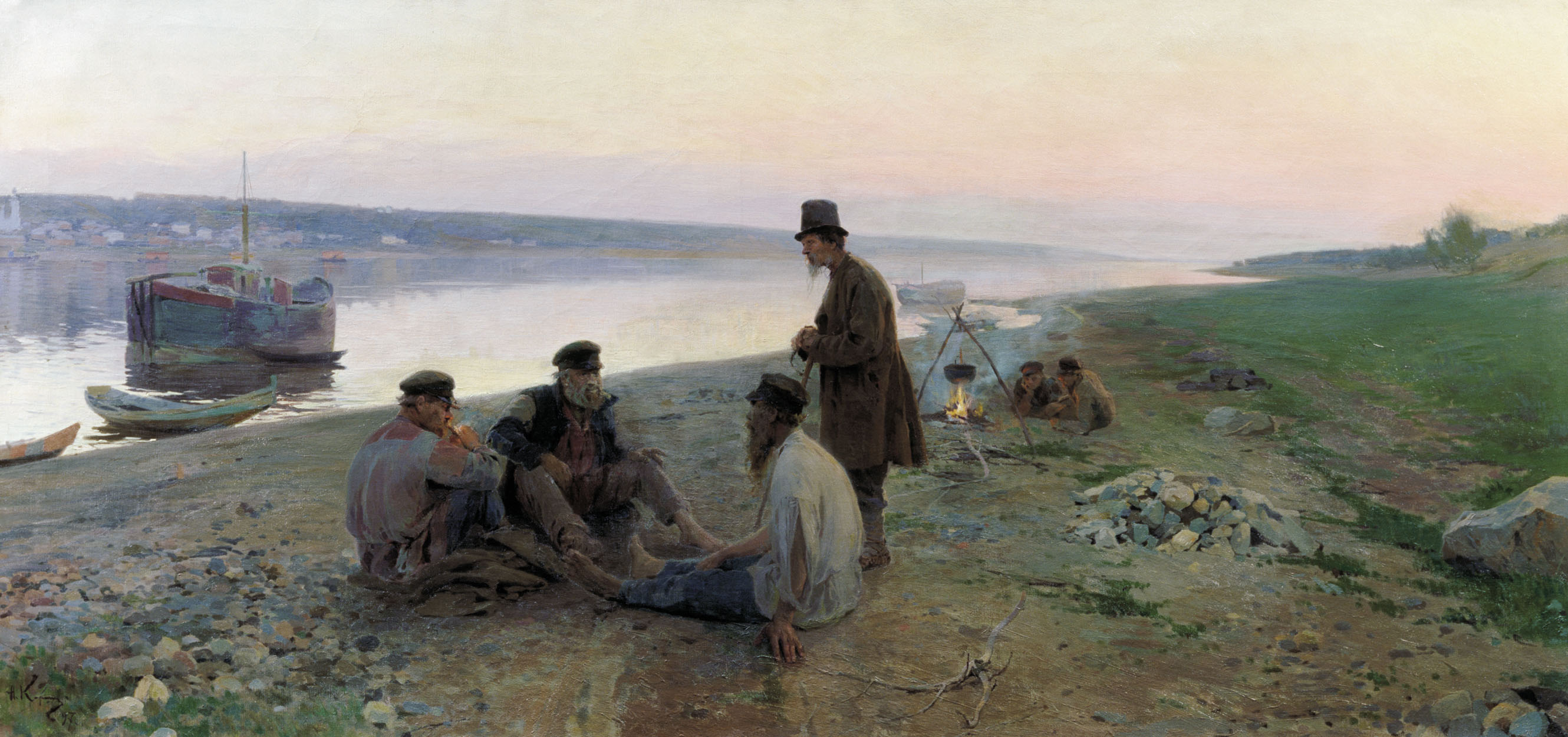
«Бурлаки», 1897
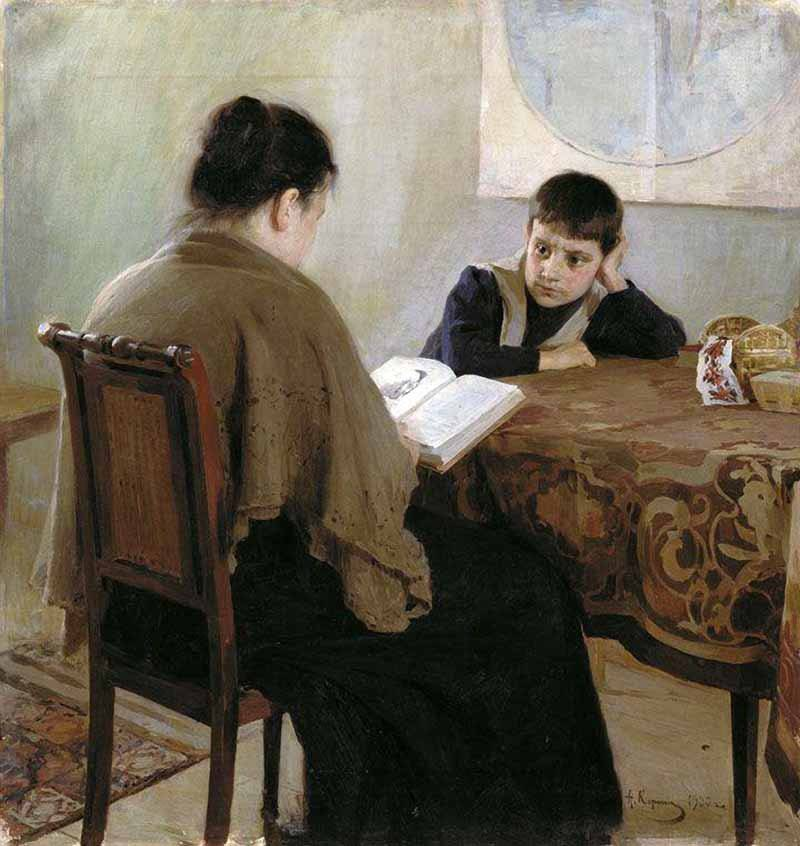
«За книгой», 1900. Холст, масло. Дальневосточный художественный музей
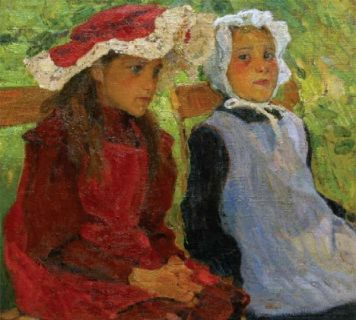
«Две девочки», 1910-е гг. Холст, масло, 62 х 67. Частная коллекция
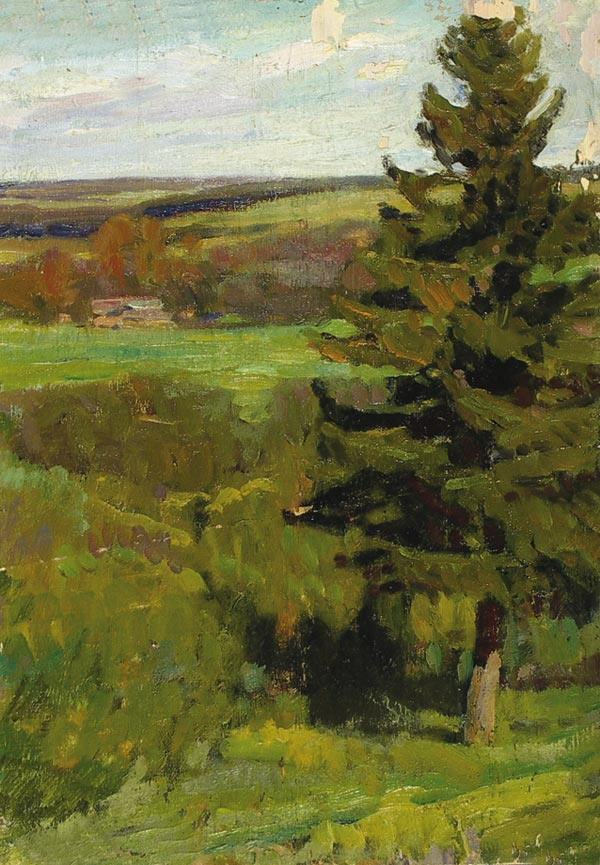
«Тёплый день», 1910. Холст, масло, 31 х 21. Частная коллекция
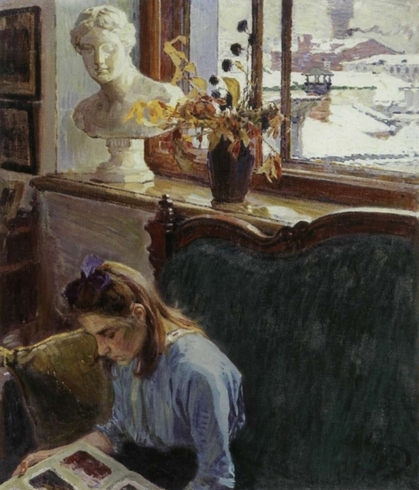
«Окно», 1912. Холст, масло, 62 х 54. Донецкий областной художественный музей
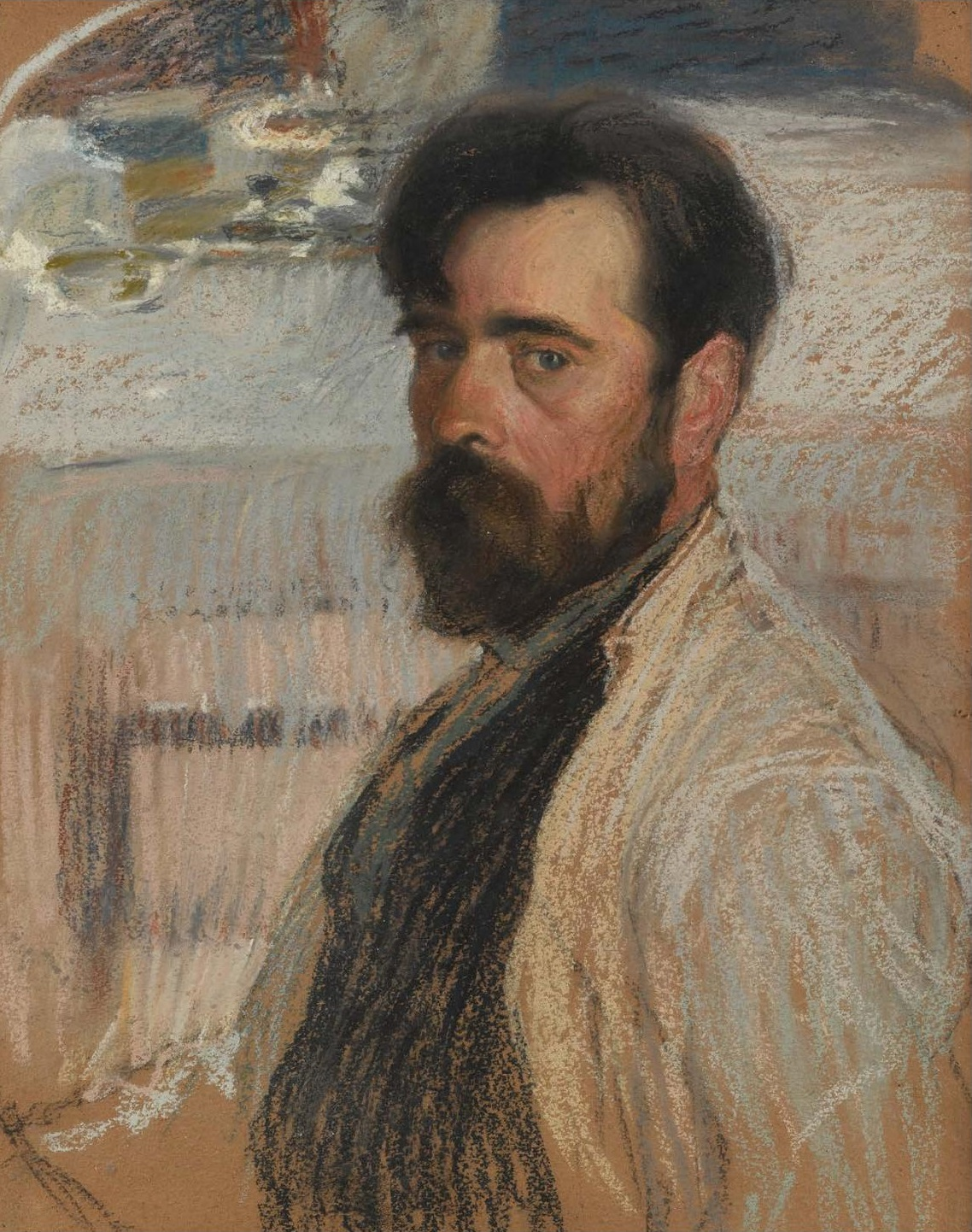
Автопортрет, 1915. Холст, масло. Государственная Третьяковская галерея
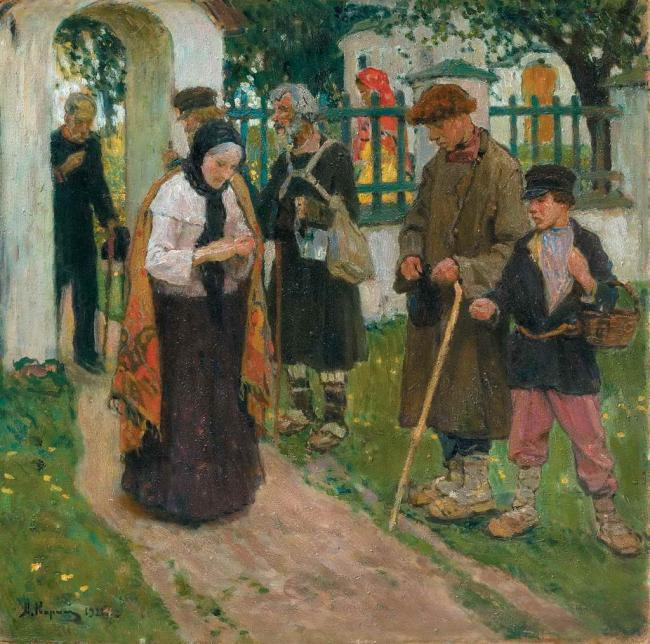
«Возле церкви», 1921. Картон, масло, 38 х 39.
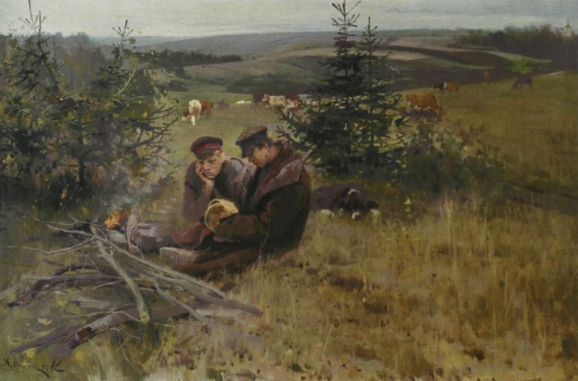
«Пастушки», 1894. Холст, масло, 36,5 х 50. Донецкий областной художественный музей
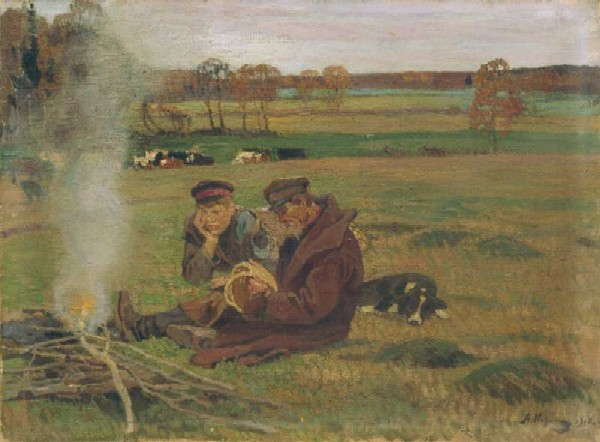
«Пастухи в ночном». Холст, масло, 40,7 х 53. Частная коллекция